# قسم البيانات الأساسية لمايكروسوفت
| رقم الـ بيت (Bit number) | المعنى                                                                                      |
| ------------------------ | ------------------------------------------------------------------------------------------- |
| 60                       | القسم للقراءة فقط (read-only) ويمكن أن لا يتم عمل mounted له للقراءة والكتابة (read-write). |
| 62                       | القسم مخفي (hidden)                                                                         |
| 63                       | نظام التشغيل قد لا يعيين حرف (Letter) لمحرك الأقراص تلقائيا للقسم (Volume).                 |

قسم البيانات الأساسية (بالإنجليزية: basic data partition)‏ اختصارا (BDP) يستخدم في أنظمة تشغيل مايكروسوفت، عند استخدام تقسيم القرص الأساسي مع مخطط جدول التقسيم ذو المعرفات الفريدة الشامل (GPT)، قسم البيانات الأساسية (BDP) هو أي قسم يتم تحديده مع معرف فريد عمومي (Globally unique identifier) اختصارا (GUID) وهو EBD0A0A2-B9E5-4433-87C0-68B6B72699C7 .

في مخطط جي بي تي (GPT) يكون قسم البيانات الأساسية (PDB) هو نوع التقسيم الوحيد الذي يستطيع فيه يندوز إكس بي 64 بت الإرتباط (mount) وتعيين أحرف محركات الأقراص بشكل طبيعي .
تبعا لما ذكرة ميكروسوفت فإن قسم البيانات الأساسية (PDB) هو المعادل لأنواع الأقسام (partition types) مثل 0x06 لـ فات 16 (FAT16B) و0x07 لـ إن تي إف إس (NTFS) أو إكس فات (exFAT) و0x0B لـ فات 32 (FAT32) في سجل الإقلاع الرئيسي تقليدي (MBR)، وتعادل في فات 12 (FAT12) 0x01 وتعادل في فات 16 (FAT16) 0x04 وتعادل في فات 32 (FAT32) 0x0C في حالة العنونة بالبلوكات (Logical block addressing) و0x0E في حالة العنونة بالبلوكات (Logical block addressing) لـ فات 16 .
قسم البيانات الأساسية يمكن تشكيله مع أي تشكيل (Format) نظام ملفات، تشكيلات قسم البيانات الأساسية (BDPs) الأكثر شيوعا يتم تشكيلها مع نظم ملفات NTFS وexFAT وFAT32 لتحديد تشكيل نظام الملفات برمجيا لقسم البيانات الأساسية، قامت مايكروسوفت بتوصيف ذلك في بلوك معاملات بيوس (BIOS Parameter Block) الموجود في قسم البيانات الأساسية (BDP's) الموجود في سجل إقلاع القسم (VBR) .
عندما يقوم نظام تشغيل مايكروسوفت بتحويل قرص أساسي (basic disk) التقسيم جي بي تي (GPT) إلى قرص ديناميكي (dynamic disk) يتم دمج كل أقسام البيانات الأساسية (BDPs) وتحويلهم إلى قسم واحد يتم تعريفه بواسطة معرف فريد عمومي (GUID) هو AF9B60A0-1431-4F62-BC68-3311714A69AD ،